# Boulevard Poissonnière
Boulevard Poissonnière je bulvár v Paříži. Nachází se na hranici 2. a 9. obvodu.

## Původ jména
Název bulváru (prodavačka ryb) pochází z názvu obchodní cesty Chemin des Poissonniers (cesta prodavačů ryb), která vedla ze severu do Paříže, a po které se do pařížské tržnice přivážely ryby.

## Poloha
Ulice je součástí tzv. velkých bulvárů a leží mezi bulváry Bonne-Nouvelle a Montmartre.

## Historie
Boulevard de Bonne-Nouvelle vznikl na místě městských hradeb Ludvíka XIII. Byl zřízen královským patentem z července 1676. V roce 1826 byla vyhláškou šířka ulice stanovena na 35 metrů.
Během Červencové revoluce se na ulici odehrály mezi povstalci a armádou.

## Významné stavby
- dům č. 1: kino Le Grand Rex
- dům č. 6: bývalé sídlu komunistických novin L'Humanité, Libération, Ce soir a Regards
- dům č. 11: v letech 1935–1965 zde sídlilo Théâtre de l'ABC
- dům č. 14: v letech 1849–1850 zde bydlel americký fotograf Warren T. Thompson
- dům č. 16: v 19. století zde sídlila manufaktura Detouche na výrobu stříbrných šperků
- dům č. 20: v roce 1894 zde byl instalován první kinetoskop (předchůdce kina) ve Francii
- dům č. 23: Hôtel de Montholon – barokní palác z 18. století
- dům č. 24: kino Max Linder Panorama a Théâtre des Nouveautés
- dům č. 27: v letech 1831–1836 zde bydlel Fryderyk Chopin
- dům č. 32: restaurace Le Brébant založená roku 1865